# Perithous rufimesothorax
Perithous rufimesothorax är en stekelart som först beskrevs av He 1996.  Perithous rufimesothorax ingår i släktet Perithous och familjen brokparasitsteklar. Inga underarter finns listade i Catalogue of Life.